# Rivière Delaize
Der Rivière Delaize ist ein 78 km langer Zufluss der Hudson Bay im Nordwesten der Ungava-Halbinsel in der arktischen Tundra der Region Nunavik in der Verwaltungsregion Nord-du-Québec der kanadischen Provinz Québec.

## Flusslauf
Der Rivière Delaize hat seinen Ursprung in einem namenlosen, etwa 275 m hoch gelegenen See, 92 km nordöstlich von Akulivik. Der Rivière Delaize durchfließt den Kanadischen Schild. Er fließt anfangs als kleiner Bach anderthalb Kilometer in Richtung Nordnordwest zu einem weiteren namenlosen See. Anschließend fließt er 25 Kilometer annähernd gerade längs einer Verwerfung nach Südwesten. Dabei fließt er parallel zu dem 13 km weiter südöstlich verlaufenden Rivière Chukotat und passiert den See Lac Tasiruluk. Im Anschluss wendet sich der Rivière Delaize in Richtung Nordnordwest. Bei Flusskilometer 13 liegt der See Lac Bolduc am Flusslauf. Der Rivière Delaize mündet schließlich in die Baie Kovik (auch als Kovik Bay bezeichnet), eine Bucht am Ostrand der Hudson Bay. Das Einzugsgebiet des Rivière Delaize umfasst eine Fläche von 787 km². Im Norden grenzt das Einzugsgebiet des Rivière Delaize an das des Rivière Kovik, im Osten an das des Rivière Chukotat sowie im Süden an das des Rivière Deguise.

## Namensgebung
Der Fluss wurde nach dem Priester Bernandin Delaize benannt. Dieser übte sein Amt Anfang des 18. Jahrhunderts in Neufrankreich aus. Der Rivière Delaize ist auch unter dem Inuit-Namen Qaumajuliup Kuunga bekannt.